# Хворост

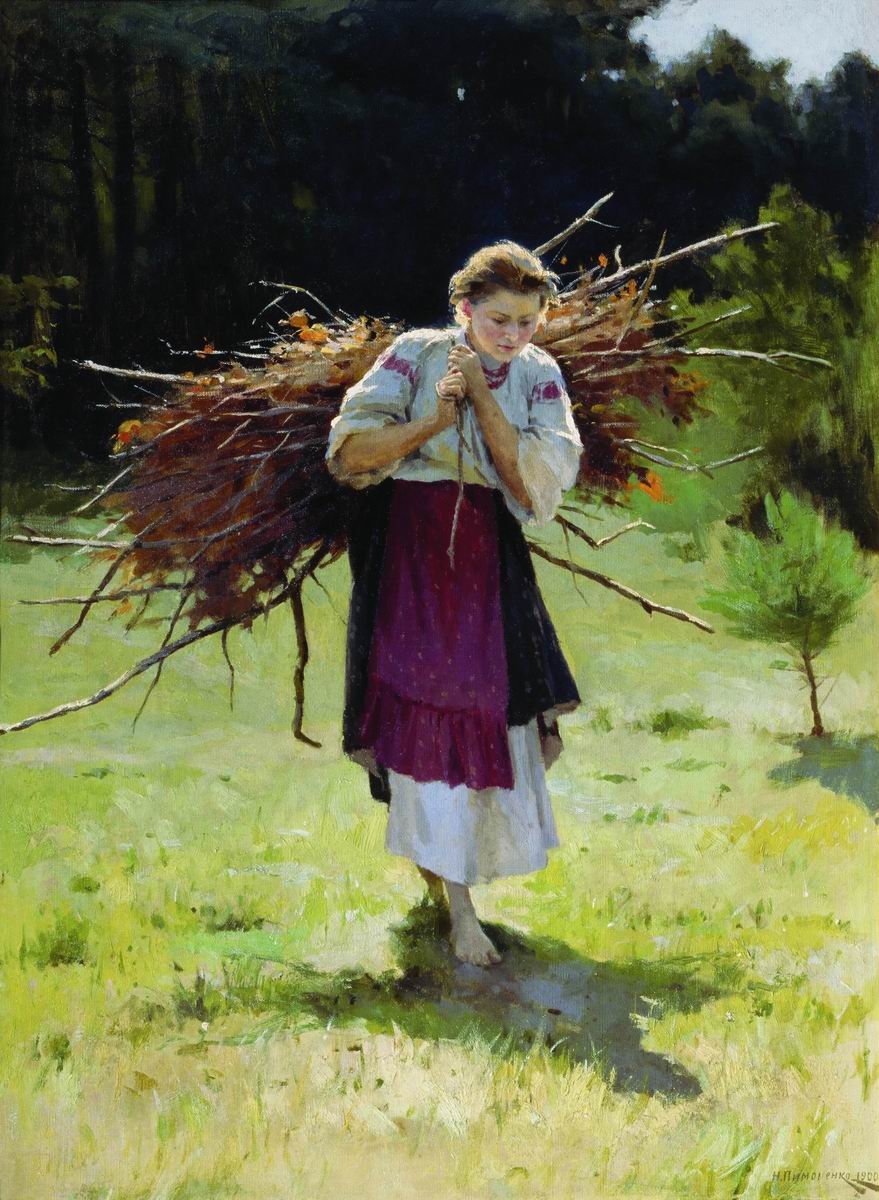
Из лесу. Н. Пимоненко, 1900 год

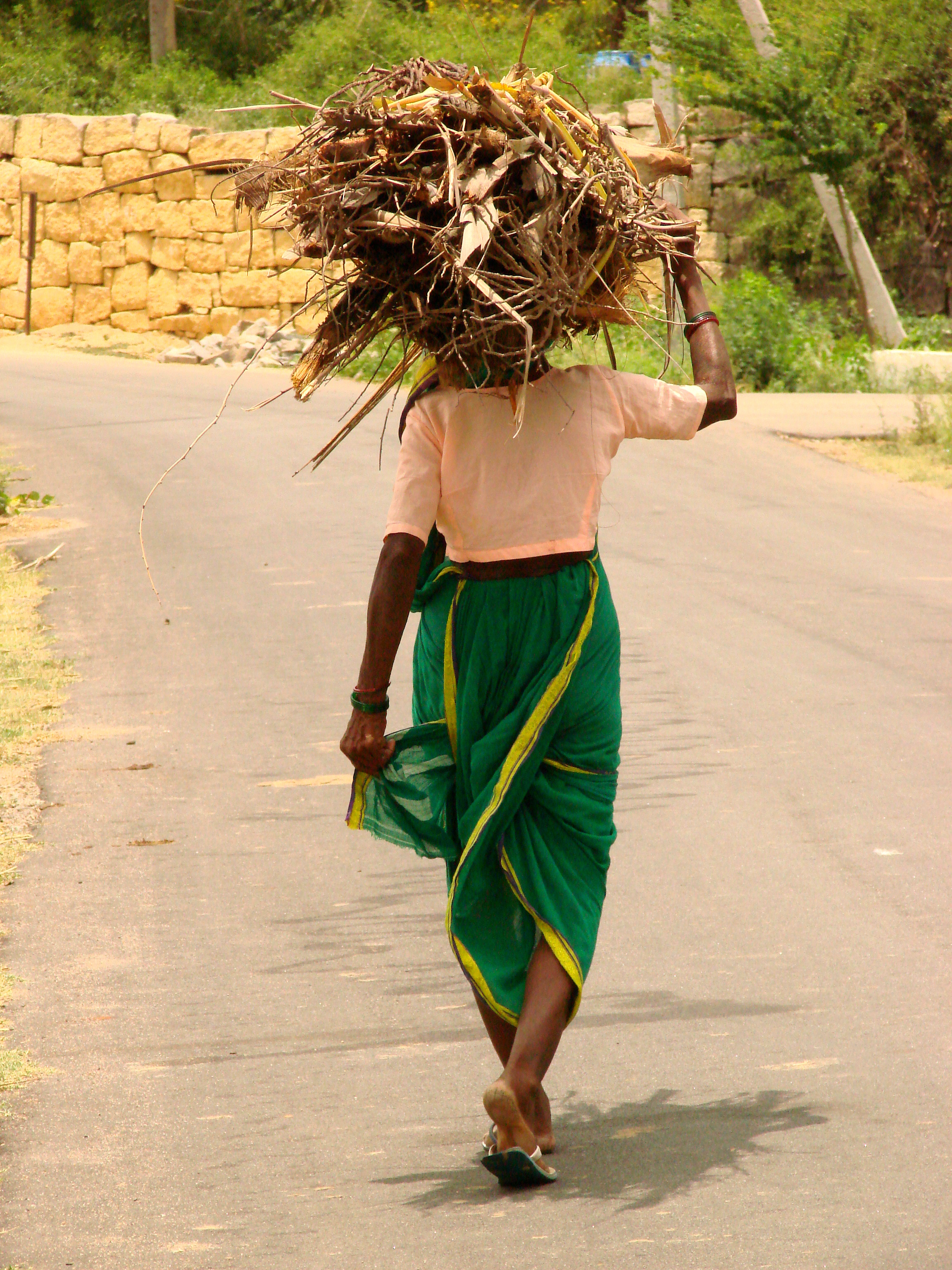
Переноска хвороста в Индии

Хворост — опавшие (валежник) или срубленные ветви деревьев и кустарников, используемые как дрова и строительный материал.

## Применение
Ветви хвороста ломкие, их не нужно рубить. Хворост хорошо и быстро горит, он удобен для быстрого приготовления пищи и разогрева домашней печи.
Главной заготовительной операцией при получении хвороста является его ручной сбор. Сбор хвороста — тяжёлый труд, потому что нужно проходить большие расстояния, концентрировать внимание, нагибаться, ломать длинные ветки. Обычно хворост связывается сборщиками в так называемые вязанки и переносится на спине человека или тяглового животного.
В мирное время из хвороста, камыша и жгута получают фашины для плотин, для укрепления дорог и других мелких строительных работ. Из прутьев хвороста возводят заборы и плетни.
Хворост полезен для мелиорации. Для того, чтобы закрепить овраги и остановить эрозию, хворост укладывают целыми слоями от устья к началу оврага, тонкими концами вверх по склону.
Кроме отопления, хворост используется для военных заграждений. Вязанку хвороста укрепляют проволокой, а затем из крепких вязанок строят фашинные заграждения. Такие вязанки используют, чтобы засыпать выемки или рвы.

## История
В средневековой Европе сборщики хвороста платили налог владельцу того или иного леса за право собирать хворост в лесу. Также существовали профессии: лесного сторожа, лесника, егеря, которые следили за лесом и ловили воров.
Сбор хвороста часто упоминается в рассказах и сказках про старину. В немецкой детской сказке «Пряничный домик» Гензель и Гретель отправились в лес собирать хворост. Сборка хвороста часто упоминается в сказках Гауфа.
Также хворост часто упоминается как топливо для сжигания еретиков на кострах в средневековье. Для этой цели вязанки хвороста складывали вокруг жертвы и, предварительно полив поленья маслом, поджигали их.